# Mieszańce z rodzaju lampartów

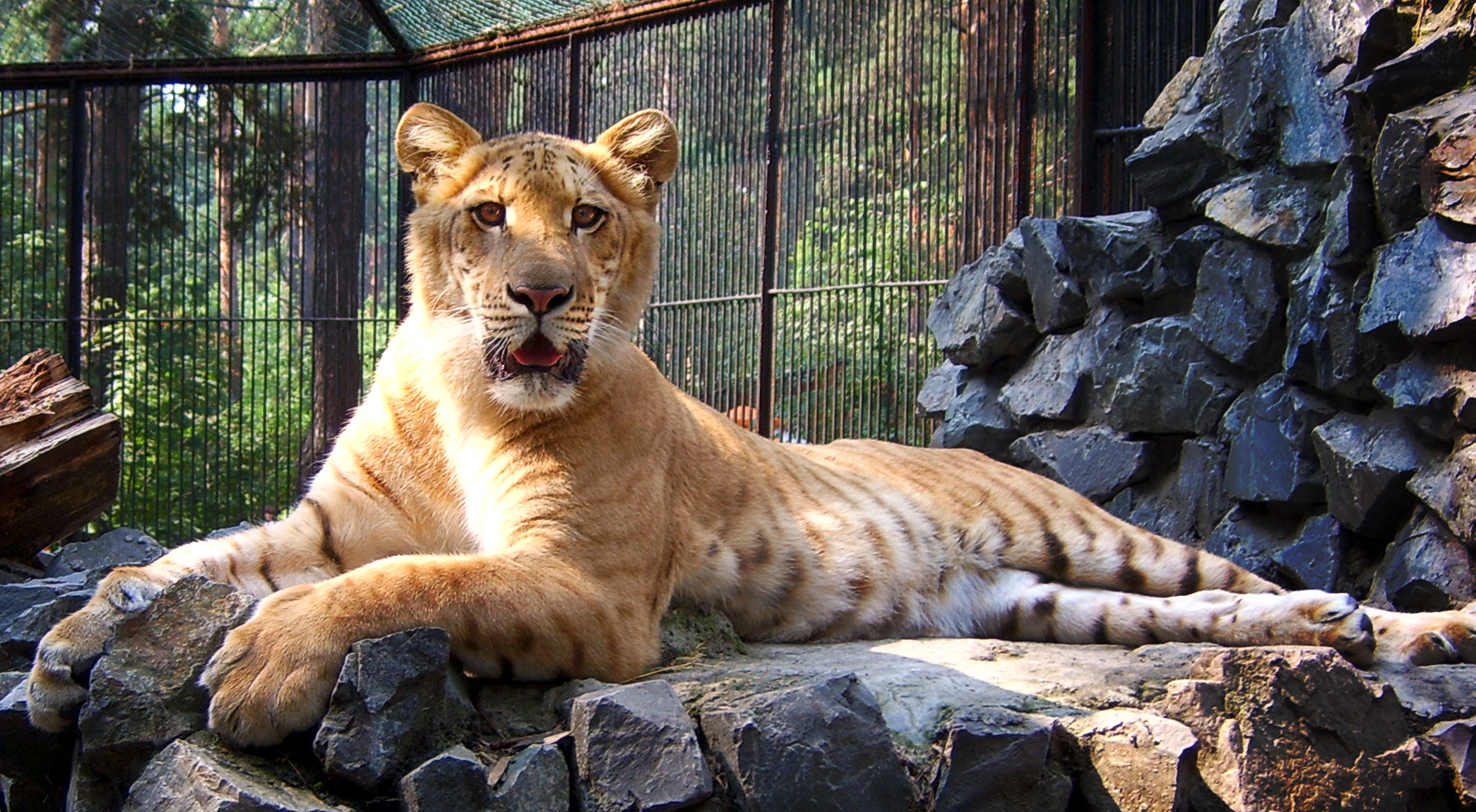
Legrys

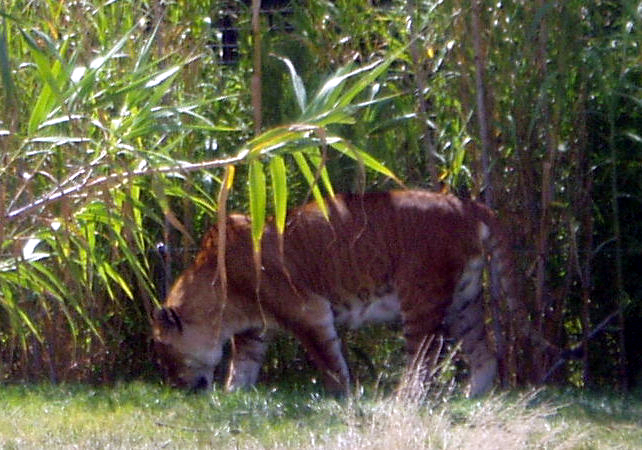
Tyglew

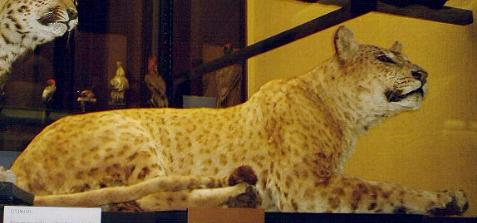
Jaglew

Mieszańce z rodzaju lampartów – zwierzęta urodzone w wyniku skrzyżowania różnych gatunków należących do rodzaju lampartów.
Pokrewieństwa między dzikimi kotami z tego rodzaju są na tyle bliskie, że ich gatunki mogą się łatwo krzyżować, dając czasami płodne potomstwo w linii żeńskiej. Najczęściej spotykanym mieszańcem jest potomek tygrysicy i lwa, nazywany legrysem. Obecnie takie krzyżówki spotykane są jedynie w niewoli, ale nie można wykluczyć, że dawniej – kiedy zasięgi obu gatunków pokrywały się w większym stopniu – występowały również w warunkach naturalnych.
Zwierzęta te często są bardziej podatne na choroby niż gatunki żyjące w naturze. Jest to jeden z powodów, dla których ludzie zajmujący się ochroną zagrożonych gatunków walczą z hodowaniem mieszańców. Podstawowym powodem jest jednak to, że hybrydy zajmują miejsce (klatki i wybiegi) i czas (ciąża i wychowanie młodych u samicy), w którym można by rozmnażać zwierzęta tego samego gatunku, przyczyniając się do jego ratowania.
|         | lew    | tygrys | jaguar | lampart |
| lew     | lew    | legrys | leguar | lepart  |
| tygrys  | tyglew | tygrys | tyguar | tygart  |
| jaguar  | jaglew | jagrys | jaguar | jagart  |
| lampart | lamlew | lagrys | laguar | lampart |

## Legrys
Mieszaniec tygrysicy i lwa. Podobnie jak tyglew, nie występuje w naturze i jest skutkiem przypadkowego lub celowego krzyżowania zwierząt w niewoli. Związki tygrysic z samcami lwów były odnotowywane bardzo rzadko. Pierwsze udokumentowane dane o istnieniu legrysów pochodzą z Azji, z początków XIX wieku.
Legrysy (w przeciwieństwie do tyglewów) są zwykle większe niż tygrysy i znacznie większe niż lwy. Samce są bezpłodne, ale samice są zdolne do rodzenia potomstwa.

## Tyglew
Mieszaniec tygrysa i lwicy. Nie występuje w naturze – tyglewy są efektem celowego lub przypadkowego krzyżowania zwierząt żyjących w niewoli. Podobnie jak w przypadku legrysów, samce tyglewów są bezpłodne, ale samice często mogą mieć potomstwo. Znany jest przypadek samicy o imieniu Noelle, która urodziła młodego „tytyglewa”, którego ojcem był tygrys.
Tyglewy są mniejsze od legrysów, rzadko osiągają rozmiary większe niż rodzice. Prawdopodobnie jest to spowodowane obecnością hamującego wzrost genu obecnego u lwicy, co jest skutkiem rywalizacyjnej strategii reprodukcyjnej lwów.
Masa ciała: 140–180 kg

Ubarwienie: zwykle płowa lub rudawa sierść z delikatnymi prążkami (jak u tygrysów) i cętkami (jak u młodych lwów)

Biotop: tylko w niewoli

## Jaglew
Mieszaniec jaguara i lwicy.

Wygląd: potężniejsze niż jaguary. Mają brązowe cętki na tle futra barwy charakterystycznej dla lwa.

Przykłady: Dwa jaglewy urodziły się 9 kwietnia 2006 w Barrie w Kanadzie. Jahzara (samica) i Tsunami (samiec) były rezultatem niezamierzonego pokrycia lwicy Loli przez czarnego jaguara Diablo.

## Jagrys
Mieszaniec jaguara i tygrysicy.

Wygląd: najpotężniejszy z rodzaju lampartów

Masa ciała: około 180 kg

Biotop: czasami wypuszczane na Ziemi Ognistej, ale większość występuje w niewoli

## Lamlew
Mieszaniec  lamparta i lwicy. Pierwsze doniesienia o lamlewach pochodzą z 1910. Uzyskano je w wyniku krzyżowania w ogrodach zoologicznych w Indiach, Japonii i w Niemczech. Odnotowano pojedyncze doniesienia o wystąpieniu takich krzyżówek w warunkach naturalnych.
Głowa zwierzęcia ma kształt głowy lwa, a reszta ciała ma cechy lamparta: cętki na sierści i krótsze łapy.